# Кіпр на зимових Олімпійських іграх 2006
Кіпр на зимових Олімпійських іграх 2006 у Турині (Італія), була представлена 1 спортсменом в 1 виді спорту — гірськолижний спорт. Прапороносцем на церемонії відкриття Олімпіади був єдиний представник країни Теодорос Христодулу.
Країна увосьме взяла участь в зимових Олімпійських іграх. Кіпріотські спортсмени не здобули жодної медалі.

## Спортсмени
| Вид спорту          | Чоловіки | Жінки | Всього |
| ------------------- | -------- | ----- | ------ |
| Гірськолижний спорт | 1        | 0     | 1      |
| Усього              | 1        | 0     | 1      |

## Гірськолижний спорт
| Спортсмен           | Дисципліна                   | Спуск 1 | Спуск 1 | Спуск 2 | Спуск 2 | Разом   | Разом | Разом |
| Спортсмен           | Дисципліна                   | Час     | Місце   | Час     | Місце   | Час     | Місце |       |
| ------------------- | ---------------------------- | ------- | ------- | ------- | ------- | ------- | ----- | ----- |
| Теодорос Христодулу | гігантський слалом, чоловіки | 1:30.47 | 37      | 1:31.56 | 36      | 3:02.03 | 34    |       |
| Теодорос Христодулу | слалом, чоловіки             | 1:05.58 | 43      | 1:00.97 | 38      | 2:06.55 | 38    |       |